# Giovanni Roccotelli
Giovanni Roccotelli (Bari, 14 maggio 1952) è un ex calciatore italiano, di ruolo attaccante.
Giocava nel ruolo d'ala destra.
Dal 2008 dirige la scuola calcio Is Arenas a Quartu Sant'Elena. La società Is Arenas ha anche una prima squadra, diretta e allenata da Roccotelli, che nel campionato 2013-14 ottiene la promozione in Seconda Categoria.

## Caratteristiche tecniche
Nel campionato di Serie B 1976-1977, alla prima giornata, allorquando vestiva la casacca del Cagliari nell'incontro casalingo contro la SPAL terminato con il punteggio di 0-0 il 26 settembre 1976, col piede sinistro a fare da appoggio realizza una rabona, un gesto tecnico non comune che all'epoca prese il nome di incrociata. Con la rabona Roccotelli segnò due reti: la prima contro il Brescia con la maglia dell'Ascoli, la seconda su punizione, nella Nocerina, contro la Juve Stabia nella Coppa Italia Serie C.

## Carriera
Esordì in Serie A nel Torino a quasi 23 anni, nel 1975, dopo gli esordi nel Barletta e una stagione in Serie B ad Avellino.
Nel 1977 passò all'Ascoli, con la quale giocò per due stagioni, collezionando 46 presenze e 5 reti.
In carriera ha totalizzato complessivamente 19 presenze in Serie A con le maglie di Torino, Ascoli e Cesena e 202 presenze e 19 reti in Serie B con Avellino, Cagliari, Ascoli, Taranto, Cesena e Foggia, conquistando due promozioni in massima serie (con l'Ascoli nella stagione 1977-1978 e col Cesena nella stagione 1980-1981).

## Palmarès

### Club

#### Competizioni nazionali
- Campionato italiano: 1

Torino: 1975-1976
- Serie B: 1

Ascoli: 1977-1978
- Serie C2: 1

Nocerina: 1985-1986
- Serie D: 1

Barletta: 1971-1972

#### Competizioni regionali
- Promozione: 1

Selargius: 1989-1990